# Бакінгем (Флорида)
Бакінгем (англ. Buckingham) — переписна місцевість (CDP) в США, в окрузі Лі штату Флорида. Населення — 4443 особи (2020).

## Географія
Бакінгем розташований за координатами 26°39′57″ пн. ш. 81°44′50″ зх. д. / 26.66583° пн. ш. 81.74722° зх. д. (26.665800, -81.747357).  За даними Бюро перепису населення США в 2010 році переписна місцевість мала площу 47,85 км², з яких 47,20 км² — суходіл та 0,65 км² — водойми.

## Демографія
Згідно з переписом 2010 року, у переписній місцевості мешкало 4036 осіб у 1484 домогосподарствах у складі 1136 родин. Густота населення становила 84 особи/км².  Було 1705 помешкань (36/км²).
Расовий склад населення:
| - 91,5 % — білих - 3,5 % — чорних або афроамериканців - 0,5 % — азіатів - 0,1 % — корінних американців - 2,4 % — осіб інших рас |

До двох чи більше рас належало 2,0 %. Частка іспаномовних становила 10,1 % від усіх жителів.
За віковим діапазоном населення розподілялося таким чином: 22,5 % — особи молодші 18 років, 65,2 % — особи у віці 18—64 років, 12,3 % — особи у віці 65 років та старші. Медіана віку мешканця становила 43,0 року. На 100 осіб жіночої статі у переписній місцевості припадало 103,6 чоловіків;  на 100 жінок у віці від 18 років та старших — 104,6 чоловіків також старших 18 років.
Середній дохід на одне домашнє господарство  становив 73 547 доларів США (медіана — 58 826), а середній дохід на одну сім'ю — 87 306 доларів (медіана — 69 524). Медіана доходів становила 41 647 доларів для чоловіків та 37 313 долари для жінок. За межею бідності перебувало 8,0 % осіб, у тому числі 13,5 % дітей у віці до 18 років та 1,7 % осіб у віці 65 років та старших.
Цивільне працевлаштоване населення становило 2318 осіб. Основні галузі зайнятості: освіта, охорона здоров'я та соціальна допомога — 26,0 %, будівництво — 13,5 %, мистецтво, розваги та відпочинок — 11,3 %, роздрібна торгівля — 10,6 %.